# Thành phố đô thị Napoli
Thành phố đô thị Napoli (tiếng Ý: Città metropolitana di Napoli) thuộc vùng Campania tại Ý, được thành lập vào năm năm 2015 để thay thế tỉnh Napoli. Thủ phủ là thành phố Napoli, ngoài ra nó còn có 92 khu tự quản (comune). Thành phố đô thị Napoli có diện tích 1.171 km². Thủ phủ Napoli là thành phố lớn thứ ba toàn quốc về dân số, là một trong những khu vực có dân số dày đặc nhất tại châu Âu. Thành phố đô thị Napoli chiếm hơn một nửa dân số vùng Campania, dù chỉ chiếm 8,6% diện tích của vùng.

## Hành chính
1. Acerra
2. Afragola
3. Agerola
4. Anacapri
5. Arzano
6. Bacoli
7. Barano d'Ischia
8. Boscoreale
9. Boscotrecase
10. Brusciano
11. Caivano
12. Calvizzano
13. Camposano
14. Capri
15. Carbonara di Nola
16. Cardito
17. Casalnuovo di Napoli
18. Casamarciano
19. Casamicciola Terme
20. Casandrino
21. Casavatore
22. Casola di Napoli
23. Casoria
24. Castellammare di Stabia
25. Castello di Cisterna
26. Cercola
27. Cicciano
28. Cimitile
29. Comiziano
30. Crispano
31. Ercolano
32. Forio
33. Frattamaggiore
34. Frattaminore
35. Giugliano in Campania
36. Gragnano
37. Grumo Nevano
38. Ischia
39. Lacco Ameno
40. Lettere
41. Liveri
42. Marano di Napoli
43. Mariglianella
44. Marigliano
45. Massa Lubrense
46. Massa di Somma
47. Melito di Napoli
48. Meta
49. Monte di Procida
50. Mugnano di Napoli
51. Napoli
52. Nola
53. Ottaviano
54. Palma Campania
55. Piano di Sorrento
56. Pimonte
57. Poggiomarino
58. Pollena Trocchia
59. Pomigliano d'Arco
60. Pompei
61. Portici
62. Pozzuoli
63. Procida
64. Qualiano
65. Quarto
66. Roccarainola
67. San Gennaro Vesuviano
68. San Giorgio a Cremano
69. San Giuseppe Vesuviano
70. San Paolo Bel Sito
71. San Sebastiano al Vesuvio
72. San Vitaliano
73. Sant'Agnello
74. Sant'Anastasia
75. Sant'Antimo
76. Sant'Antonio Abate
77. Santa Maria la Carità
78. Saviano
79. Scisciano
80. Serrara Fontana
81. Somma Vesuviana
82. Sorrento
83. Striano
84. Terzigno
85. Torre Annunziata
86. Torre del Greco
87. Trecase
88. Tufino
89. Vico Equense
90. Villaricca
91. Visciano
92. Volla